# Мечеть Джигуенни
Мечеть Джигуенни (араб. مسجد جكني‎, фр. Mosque Djigueni) — мечеть в Мавритании, городе Джигуенни.

## История
Строительство мечети обошлось в 1 млн. долларов США. Средства были собраны общиной Джигуенни. Хотя некоторые жители Джигуенни высказались против расходов, понесенных в рамках строительства и предлагали направить средства на постройку медицинского центра, большая часть населения поддержала строительство мечети.
Мечеть была открыта для верующих 29 января 2016 года.

## Ссылка
- В деревне открыли мечеть стоимостью 400 миллионов
- Деревня открыла мечту, более красивую, чем мечеть Нуакшота
- Торжественная церемония открытия Великой мечети Джигуенни (Гудимаха)